# Vauxhall Cresta
Der Vauxhall Cresta war eine im Oktober 1954 eingeführte Luxusvariante des Vauxhall Velox. Seine verschiedenen Generationen waren der E (1955–1957), der PA (1958–1962), der PB (1963–1965) und der PC (1966–1972). Der Viscount (1966–1972) war eine Luxusausführung des Cresta PC. Die erste Version, Modell E, wurde 1957 durch den modernen PA ersetzt, der aber nicht luxuriös genug war, um in der englischen Oberschicht Akzeptanz zu finden. Indessen nutzte Königin Elisabeth II. tatsächlich viele Jahre lang eine Kombiausführung dieses Wagens.

## Cresta EIPC
Der Vauxhall Velox EIP wurde 1951 eingeführt und 1954 überarbeitet. In diesem Zuge wurde im Oktober 1954 eine die de-Luxe-Version des Velox, der Cresta vorgestellt. Er hatte die gleiche 2262-cm³-Sechszylindermaschine mit der gleichen Leistungsentfaltung, war aber besser ausgestattet mit Lederpolsterung, Zweifarbenlackierung, Weißwandreifen, einer serienmäßigen Heizung und einer Uhr.
Die E-Serie zählt neben den PA-Modellen inzwischen zu den begehrtesten und gesuchtesten Modellen der Marke Vauxhall.

## Cresta PA
Der Cresta PA ist heute am bekanntesten. Er kopierte die US-amerikanische Mode der riesigen Heckflossen, Panoramascheiben und Weißwandreifen, allerdings im Vergleich zu den Cadillacs und Buicks dieser Zeit in europäischen Dimensionen. Er sieht in gewisser Weise dem Packard Caribbean von 1955 ähnlich. Eine fünftürige Kombiversion entstand in kleiner Serie bei Friary Motors in Basingstoke.
Während der 1970er-Jahre wurden viele Cresta PA verändert und getunt; das Modell war bei Nostalgikern sehr beliebt. Viele der Autos wurden von „Teddy-Boys“ gefahren und als Teil der Rock-’n’-Roll-Kultur gesehen. Ein Cresta PA ist im 1981er Musikvideo „Ghost Town“ der Gruppe The Specials zu sehen. Die Band trägt in dem Video auch Kleidung im Stil der 1950er Jahre.
Heute gilt der Cresta PA als klassisch; die späteren Varianten sind vielleicht weniger beliebt, die Szene zeigt aber zunehmend Interesse. Don Lang war in den späten 1950er-Jahren ein bekannter Cresta-PA-Fahrer.
1958 erwog der britische Oberklassehersteller Daimler vorübergehend, den viertürigen Cresta mit einem eigenen Achtzylinder-V-Motor auszustatten und ihn in größeren Stückzahlen als Daimler DN250 zu verkaufen. Das Projekt scheiterte im Vorfeld der Übernahme Daimlers durch den Sportwagenhersteller Jaguar.

## Cresta PB
Der Cresta PB war in ganz anderem Stil gehalten, vollkommen ohne Heckflossen, mit flacher Motorhaube und insgesamt konservativerem Styling. Er hatte anfangs den 2,65-Liter-Reihensechszylinder der späten PA-Modelle; im letzten Produktionsjahr bekam er dann eine 3,3-Liter-Maschine. Es gab immer noch ein Dreiganggetriebe mit Schalthebel an der Lenksäule, aber auf Wunsch auch einen Overdrive. Für die 3,3-Liter-Wagen konnte man auch ein Vierganggetriebe mit Mittelschaltung bestellen. Das Automatikgetriebe „Hydramatic“ gab es für beide Versionen. Der Wagen hatte auch einen Bremskraftverstärker, vorne mit Scheibenbremsen. Zusätzlich zur Limousine gab es einen Kombi.

## Cresta PC
Die letzte Version dieser Baureihe, der Cresta PC, war ein anderes Auto, größer und mit Coke-Bottle-Linie, wie es auch bei der 4-Zylinder FD-Serie des Vauxhall Victor zu sehen war. Er ähnelte sehr dem australischen Holden HR und hatte die 3,3-Liter-Maschine des Vorgängers während seiner gesamten 7-Jährigen Bauzeit. Die DeLuxe-Ausführung hatte Doppelscheinwerfer. Es gab wiederum Limousine und Kombi.

## Viscount

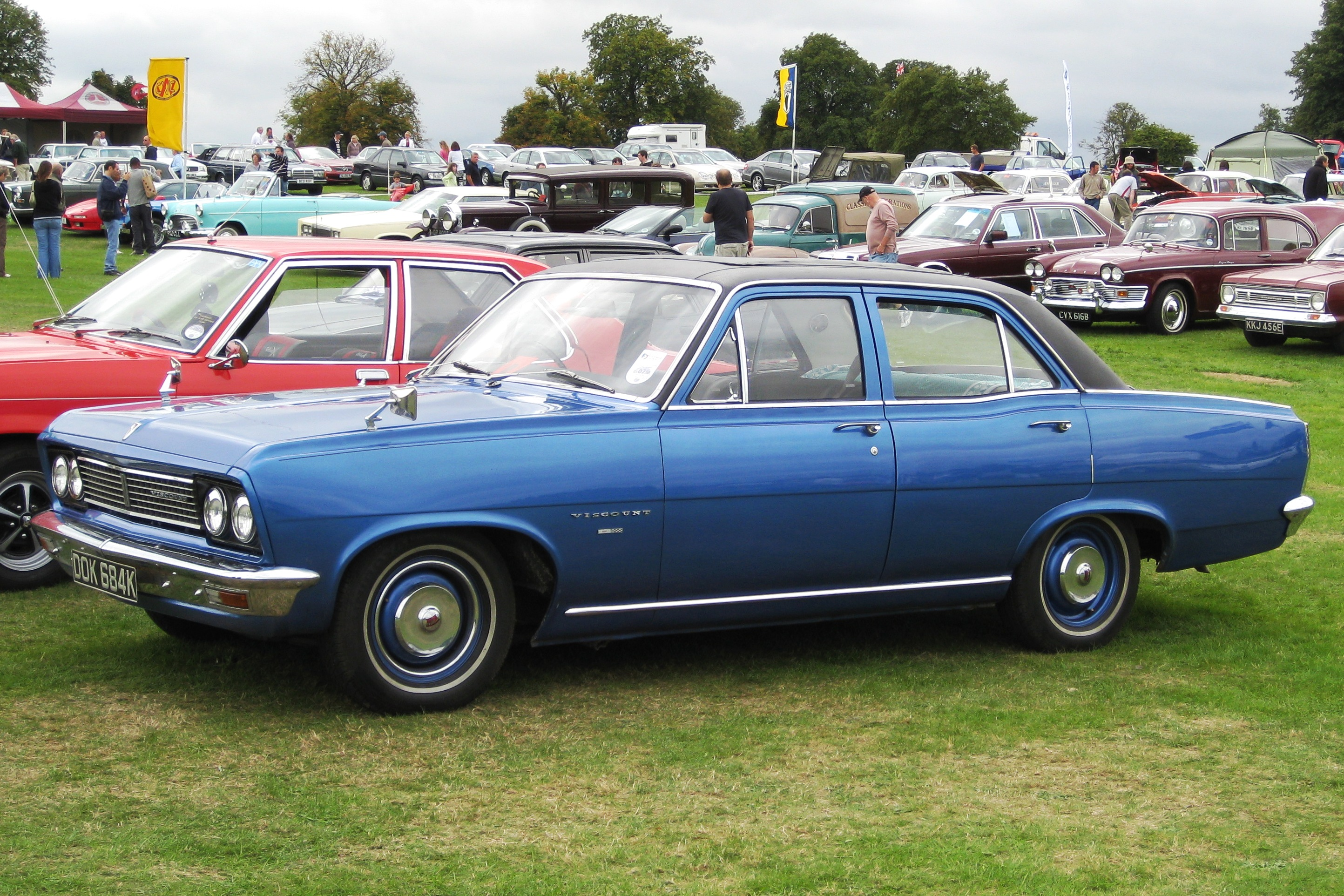
Vauxhall Viscount (1972)

Ausgestattet mit dem gleichen Motor und der gleichen Mechanik wie der PC war der Viscount die Super-Luxus-Ausführung dieses Wagens. Einen Kombi gab es allerdings nicht. Serienmäßig waren Servolenkung, elektrische Fensterheber, Liegesitze, Vinyldach und ein Armaturenbrett mit Walnußholzeinlage. Einige PC 3,3 hatten einen Doppelauspuff als Tuningmaßnahme. Ebenfalls serienmäßig war der Wagen mit einer Powerglide-Automatik ausgestattet, aber das Vierganggetriebe war auf Wunsch ohne Aufpreis erhältlich. Einige südafrikanische Modelle waren auf Wunsch mit einem Chrysler-V8-Motor ausgerüstet.